# Isabella (krater)
För andra betydelser, se Isabella (olika betydelser).
Isabella är en nedslagskrater på planeten Venus. Isabella har fått sitt namn efter Isabella I av Kastilien.
Kratern har en diameter på ungefär 175 kilometer.